# Amigos para siempre (frase)

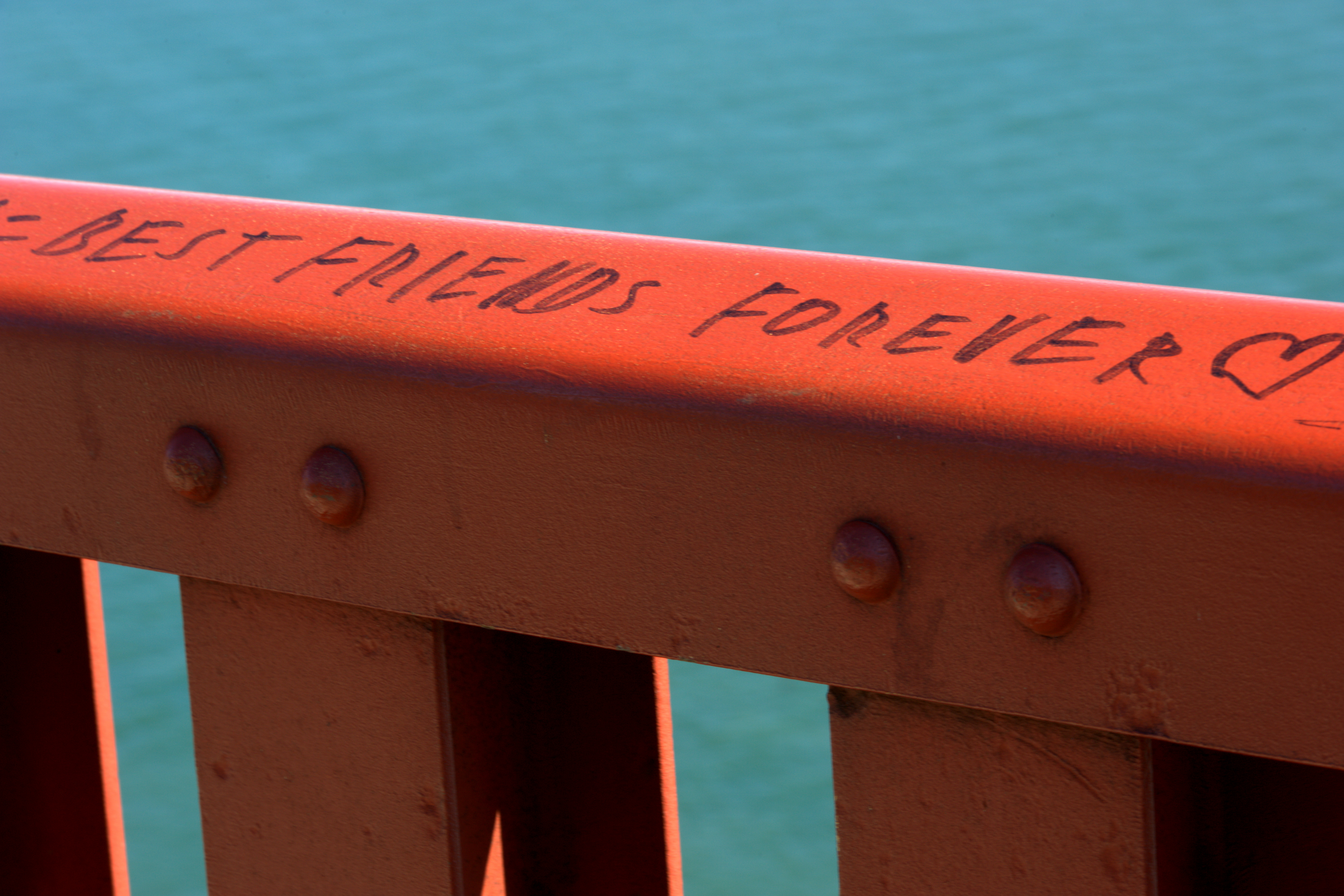
La frase en inglés «Best friends forever» escrita en el Puente Golden Gate.

«Amigos para siempre» es una frase que describe una fuerte amistad entre dos personas. Suele utilizarse por adolescentes y a veces se escribe con el acrónimo en inglés «BFF».

## Definición
El acrónimo «BFF» (del inglés best friends forever) se utiliza para describir una gran amistad entre dos o más personas. La amistad entendida como un gran grado de confianza, haciendo irrelevante el tiempo que pase o las cosas que sucedan en la vida. Los mejores amigos suelen ser contactos cercano, con los que se han compartido experiencias, como ir al mismo curso escolar, promoción de la mili o puesto de trabajo. Generalmente las grandes amistades de amigos para siempre se forjan en el colegio y el instituto, en las educaciones primaria y secundaria. El término APS puede entenderse como una amistad entre 2 o más personas, no requiere exclusividad, ya que un grupo de 8 integrantes pueden considerarse que serán amigos para siempre.

## Origen
A principios del siglo XXI se puso de moda este término, así como su abreviatura APS. Durante esas décadas era que adolescentes en sus notas, estuches o incluso pupitres, grabasen sus nombres y el acrónimo generado por dicha frase «APS». De ahí pasó a ser común verlo grabado en bancos en parques, puentes, grafitis, etc. del mismo modo que se extendió su uso en el ordenador, los mensajes de texto y las redes sociales.

## Estudios académicos
En 2019 el término «Amigos para siempre» sirvió para inspirar un proyecto universitario que buscaba mejorar la situación académica y emocional de los niños y adolescentes que vivían en zonas desfavorecidas.

## Videojuegos
Esta frase es muy común en videojuegos. Por ejemplo, es utilizada en un logro del videojuego Team Fortress 2, que consiste en hacerse mejor amigo de dos jugadores al mismo tiempo.